# Eberhard Weis
Eberhard Weis (* 31. Oktober 1925 in Schmalkalden; † 17. Juni 2013 in Kaufbeuren) war ein deutscher Historiker. Die Biographie des bayerischen Staatsmanns Maximilian von Montgelas gilt als sein Hauptwerk.

## Leben und Wirken
Eberhard Weis, Sohn eines Gymnasiallehrers, wuchs in Schmalkalden auf und siedelte 1945 in den Raum München über. Ab 1946 studierte er Geschichte, Französisch und Deutsch an der Universität München. Im Jahr 1949 absolvierte er einen Sprachlehrgang Französisch für Ausländer an der Universität Dijon. Das Studium schloss Weis 1950 mit dem Ersten Staatsexamen ab, wurde als Nichtbayer aber nicht zum Referendariat zugelassen. Daher wandte er sich ganz der Geschichtswissenschaft zu und wurde 1952 bei Franz Schnabel, zu dessen engerem Schülerkreis er gehörte, mit der Arbeit Geschichtsschreibung und Staatsauffassung in der französischen Enzyklopädie promoviert. Anschließend nahm er an einem Kurs für Ausländer am Französischen Nationalarchiv in Paris teil. Von Sommer 1953 bis 1956 absolvierte Weis die bayerische Archivausbildung, die er mit dem Assessorexamen abschloss. Er trat in den höheren bayerischen Archivdienst ein, arbeitete von 1956 bis 1960 im Staatsarchiv Landshut und von 1960 bis 1969 im Geheimen Staatsarchiv in München.
Seit 1962 befasste sich Weis mit einer biographischen Studie über Maximilian von Montgelas, dessen Nachlass er als erster Historiker benutzen konnte. Mit dieser von Karl Bosl betreuten Arbeit, die Montgelas Werdegang bis 1799 untersuchte, habilitierte er sich 1969 in München. Noch im selben Jahr erhielt er als Nachfolger von Hans Rudolf Guggisberg eine ordentliche Professur an der Freien Universität Berlin, wechselte aber schon zum Wintersemester 1970/71 an die Universität Münster auf den ehemaligen Lehrstuhl Kurt von Raumers, wo er bis 1974 lehrte. Von 1974 bis zu seiner Emeritierung 1991 hatte Weis als Nachfolger Fritz Wagners den Lehrstuhl für Geschichte der Frühen Neuzeit an der Universität München inne. Er betreute 27 Dissertationen und zwei Habilitationen. Zu seinen akademischen Schülerinnen und Schülern gehören Sylvia Krauss-Meyl, Walter Demel, Bernd Roeck und Reinhard Stauber.
Weis war seit 1974 ordentliches Mitglied der Historischen Kommission bei der Bayerischen Akademie der Wissenschaften, der er von 1982 bis 1987 als Sekretär und von 1987 bis 1997 als Präsident diente. Seit 1982 war Weis in der Kommission Leiter der Abteilung Quellen zu den Reformen in den Rheinbundstaaten und seit 2000 zudem Leiter der Abteilung Die Protokolle des Bayerischen Staatsrats 1799–1817. Im Jahr 1979 wurde er außerdem ordentliches Mitglied der Bayerischen Akademie der Wissenschaften und der Kommission für bayerische Landesgeschichte. Weis war 1981/82 einer der ersten Stipendiaten des Historischen Kollegs. Von 1973 bis 1994 war er Mitglied und von 1983 bis 1993 Vorsitzender des wissenschaftlichen Beirats des Deutschen Historischen Instituts in Paris. Im Jahr 2007 erhielt er den Einhard-Preis der Einhard-Stiftung zu Seligenstadt und im selben Jahr den Kulturpreis der Bayerischen Landesstiftung. Er war zwischen 1987 und 1997 Mitglied und zeitweise Vorsitzender des Fachbeirats des Max-Planck-Instituts für Geschichte in Göttingen. Er war Mitglied der Vereinigung für Verfassungsgeschichte.
In der universitären Lehre vertrat Weis die europäische Geschichte vom späten 15. bis zur Mitte des 19. Jahrhunderts. Sein eigener Forschungsschwerpunkt war das Europa im Umbruch 1750–1850, wobei er, ausgehend von seinen akademischen Qualifikationsarbeiten, die französische und deutsche, speziell die bayerische Geschichte dieser Epoche bearbeitete. Schon 1978 legte er mit dem Band Der Durchbruch des Bürgertums im Rahmen der Propyläen Geschichte Europas die große Synthese dieses Zeitabschnitts vor, in der er das Frankreich der Revolution und Napoleons in den Mittelpunkt stellte und dessen Ausstrahlung auf Europa verfolgte. In einer Vielzahl von Aufsätzen, deren wichtigste in dem Band Deutschland und Frankreich um 1800 gesammelt wurden, setzte sich Weis vergleichend mit der französischen und deutschen Geschichte auseinander. Sein besonderes Augenmerk galt dabei der Entwicklung in den Rheinbundstaaten. Wichtige Forschungen legte Weis zum Illuminatenorden und zur Säkularisation der bayerischen Klöster vor; dem italienischen Rechtsphilosophen Cesare Beccaria widmete er sich in einem großen Vortrag. Erst 1998, nach seiner Emeritierung und dem Ende seiner Präsidentschaft in der Historischen Kommission, wandte sich Weis wieder ganz dem Reformminister Maximilian von Montgelas zu. Seiner Habilitationsschrift, die in überarbeiteter Form 1971 als erster Band einer Montgelas-Biographie erschienen war, konnte er 2005 den zweiten und abschließenden Band folgen lassen. Die zweibändige Publikation, Weis’ Hauptwerk, fand in Fachkreisen große Beachtung und wurde mehrfach ausgezeichnet.
Weis gehörte zu den Herausgebern der Fachzeitschriften Historische Zeitschrift und Der Staat (1981–1993).
Eberhard Weis war verheiratet und hatte zwei Söhne. Sein Grab befindet sich auf dem Waldfriedhof in Gauting. Zu seinen Ehren fand am 5. März 2014 eine akademische Gedenkfeier im Historischen Kolleg in München statt.

## Schriften (Auswahl)
- Geschichtsschreibung und Staatsauffassung in der französischen Enzyklopädie. Steiner, Wiesbaden 1956.
- Frankreich von 1661 bis 1789. In: Theodor Schieder/Fritz Wagner (Hrsg.): Handbuch der europäische Geschichte. Band 4: Europa im Zeitalter des Absolutismus und der Aufklärung. Klett, Stuttgart 1968, S. 164–303.
- Der Durchbruch des Bürgertums (= Propyläen Geschichte Europas. Band 4). Propyläen-Verlag, Frankfurt am Main 1978.
- Montgelas. Band 1: Zwischen Revolution und Reform 1759–1799. C. H. Beck, München 1971 (2. Auflage 1988).
- Bayern und Frankreich in der Zeit des Konsulats und des ersten Empire (1799–1815) (= Schriften des Historischen Kollegs. Vorträge. Bd. 4), München 1984 (Digitalisat).
- (Herausgeber) Reformen im rheinbündischen Deutschland (= Schriften des Historischen Kollegs. Kolloquien. Bd. 4). Oldenbourg, München 1984, ISBN 978-3-486-51671-5 (Digitalisat).
- Deutschland und Frankreich um 1800. Aufklärung, Revolution, Reform. C. H. Beck, München 1990 (Aufsatzsammlung).
- Hardenberg und Monteglas. Versuch eines Vergleichs ihrer Persönlichkeiten und ihrer Politik. In: Jahrbuch des Historischen Kollegs, 1997, S. 3–20 (Digitalisat).
- Die Begründung des modernen bayerischen Staates unter König Max I. (1799–1825). In: Alois Schmid (Hrsg.): Handbuch der bayerischen Geschichte. Band 4,1. C. H. Beck, München 2003, S. 3–126.
- Montgelas. Band 2: Der Architekt des modernen bayerischen Staates 1799–1838. C. H. Beck, München 2005.